# Pawieł Razwadouski
Pawieł Siarhiejewicz Razwadouski, błr. Павел Сяргеевіч Развадоўскі, ros. Павел Сергеевич Развадовский – Pawieł Siergiejewicz Razwadowski (ur. 7 sierpnia 1989 w Mińsku) – białoruski hokeista, reprezentant Białorusi.

## Kariera
- Junior Mińsk (2005-2008)
- Junost' Mińsk (2006/2007, 2007-2008)
- HK Szynnik Bobrujsk (2008/2009)
- Dynama Mińsk (2008-2010)
- HK Kieramin Mińsk (2008/2009)
- HK Szachcior Soligorsk (2009-2012)
- Junost' Mińsk (2012-2014)
  -  Junior Mińsk (2012/2013)
- Dynama Mińsk (2014-2015)
- Junost' Mińsk (2015-2019)
- Jertys Pawłodar (2019-2020)
- Junost' Mińsk (2020)
- HK Dynama Mołodeczno (2020-2021)
- HK Homel (2021-2022)
- HK Szachcior Soligorsk (2022-)

W listopadzie 2020 przeszedł z Junostii do Mołodeczna. Od czerwca 2021 zawodnik HK Homel. Od maja 2022 ponownie w Szachciorze.
Występował w kadrach juniorskich kraju na turniejach mistrzostw świata do lat 18 edycji 2006 (Elita), 2007 (Dywizja I), mistrzostw świata do lat 20 edycji 2008, 2009 (Dywizja IA; w 2009 był kapitanem drużyny). Brał też udział w turniejach zimowej uniwersjady edycji 2011 oraz w turnieju seniorskich mistrzostw świata edycji 2018 (Elita).

## Sukcesy
Reprezentacyjne
- Awans do MŚ Elity do lat 18: 2007
- Srebrny medal zimowej uniwersjady: 2011

Klubowe
- Srebrny medal mistrzostw Białorusi: 2008 z Junostią Mińsk, 2010 z Szachciorem Soligorsk, 2014, 2017, 2018 z Junostią Mińsk
- Puchar Spenglera: 2009 z Dynama Mińsk
- Złoty medal mistrzostw Białorusi: 2016, 2019 z Junostią Mińsk
- Puchar Kontynentalny: 2018 z Junostią Mińsk

Indywidualne
- Ekstraliga białoruska w hokeju na lodzie (2008/2009):
  - Najlepszy młody zawodnik sezonu
- Ekstraliga białoruska w hokeju na lodzie (2013/2014):
  - Szóste miejsce w klasyfikacji strzelców w sezonie zasadniczym: 21 goli[4]
  - Drugie miejsce w klasyfikacji strzelców w fazie play-off: 8 goli[5]
  - Czwarte miejsce w klasyfikacji asystentów w fazie play-off: 10 asyst[6]
  - Drugie miejsce w klasyfikacji kanadyjskiej w fazie play-off: 18 punktów[7]
- Ekstraliga białoruska w hokeju na lodzie (2015/2016):
  - Trzecie miejsce w klasyfikacji strzelców w fazie play-off: 5 goli[8]
  - Trzecie miejsce w klasyfikacji kanadyjskiej w fazie play-off: 10 punktów[9]
  - Najlepszy napastnik sezonu[10]
- Ekstraliga białoruska w hokeju na lodzie (2016/2017):
  - Szóste miejsce w klasyfikacji strzelców w sezonie zasadniczym: 23 gole[11]
  - Piąte miejsce w klasyfikacji kanadyjskiej w sezonie zasadniczym: 43 punkty[12]
  - Czwarte miejsce w klasyfikacji strzelców w fazie play-off: 4 gole[13]
- Mistrzostwa Świata w Hokeju na Lodzie 2018/Elita:
  - Jeden z trzech najlepszych zawodników reprezentacji w turnieju[14]
- Ekstraliga białoruska w hokeju na lodzie (2018/2019):
  - Czwarte miejsce w klasyfikacji asystentów w fazie play-off: 7 asyst[15]
  - Piąte miejsce w klasyfikacji kanadyjskiej w fazie play-off: 12 punktów[16]
- Kazachska Wysszaja Liga w hokeju na lodzie (2019/2020):
  - Szóste miejsce w klasyfikacji strzelców w sezonie zasadniczym: 23 gole[17]
  - Szóste miejsce w klasyfikacji asystentów w sezonie zasadniczym: 33 asysty[18]
  - Pierwsze miejsce w klasyfikacji kanadyjskiej w sezonie zasadniczym: 56 punktów[19]
- Ekstraliga białoruska w hokeju na lodzie (2021/2022)[20]:
  - Czwarte miejsce w klasyfikacji strzelców w sezonie zasadniczym: 19 goli
  - Szóste miejsce w klasyfikacji kanadyjskiej w sezonie zasadniczym: 40 punktów